# 戈登·赫伯特
戈登·赫伯特（英語：Gordon Herbert，1959年2月16日—），加拿大男子篮球运动员。他曾代表加拿大获得1984年夏季奥运会男子篮球比赛第四名。他也在1983年夏季世界大学生运动会上获得一枚金牌。